# Count Fleet
Count Fleet, född 24 mars 1940, död 3 december 1973, var ett engelskt fullblod, mest känd för att ha varit den sjätte hästen som tagit titeln Triple Crown, då han segrat i Kentucky Derby (1943), Preakness Stakes (1943) och Belmont Stakes (1943).

## Bakgrund
Count Fleet var en brun hingst efter Reigh Count och under Quickly (efter Haste). Han föddes upp av Fannie Hertz (hustru till John D. Hertz, grundare av Hertz Corporation) på Stoner Creek Stud Farm i Paris, Kentucky 1940. Han tränades under sin tävlingskarriär av Don Cameron, och reds ofta av Johnny Longden.

## Karriär
Count Fleet tävlade mellan 1942 och 1943. Under tävlingskarriären sprang han in totalt in 250 300 dollar på 21 starter, varav 16 segrar och 4 andraplatser och 1 tredjeplats. Han tog karriärens största segrar i Kentucky Derby (1943), Preakness Stakes (1943) och Belmont Stakes (1943). Han segrade även i Wakefield Stakes (1942), Walden Stakes (1942), Champagne Stakes (1942), Pimlico Futurity (1942), Wood Memorial (1943) och Withers Stakes (1943).
Då han tagit titeln Triple Crown och tagit sex segrar på sex starter under treåringssäsongen, utsågs han till American Horse of the Year 1943.

### Som avelshingst
Count Fleet förväntades ursprungligen att tävla som fyraåring, men skadade sig innan säsongen. Han avslutade officiellt sin tävlingskarriär för att bli avelshingst i juli 1944. Han fick stora framgångar som avelshingst. Av 434 namngivna föl fick han 267 vinnare och 39 stakesvinnare. Själv var han son till Derbyvinnaren Reigh Count och fick en annan Derbyvinnare, Count Turf. Det finns bara en annan sådan tregenerationssekvens av Derbyvinnare: Pensive, Ponder och Needles. Andra framstående avkommor till Count Fleet inkluderar Belmont Stakes-vinnarna Counterpoint och One Count, samt stoet Kiss Me Kate. Han var den ledande avelshingsten i Nordamerika 1951.

### Död
Efter att inte kunnat stå upp på två dagar, på grund av ålderssvagheter och hälta, avled Count Fleet den 3 december 1973 av en blodpropp, och begravdes på Stoner Creek i Paris, Kentucky. 1961 valdes han in i National Museum of Racing och Hall of Fame.